# Odd Eriksen

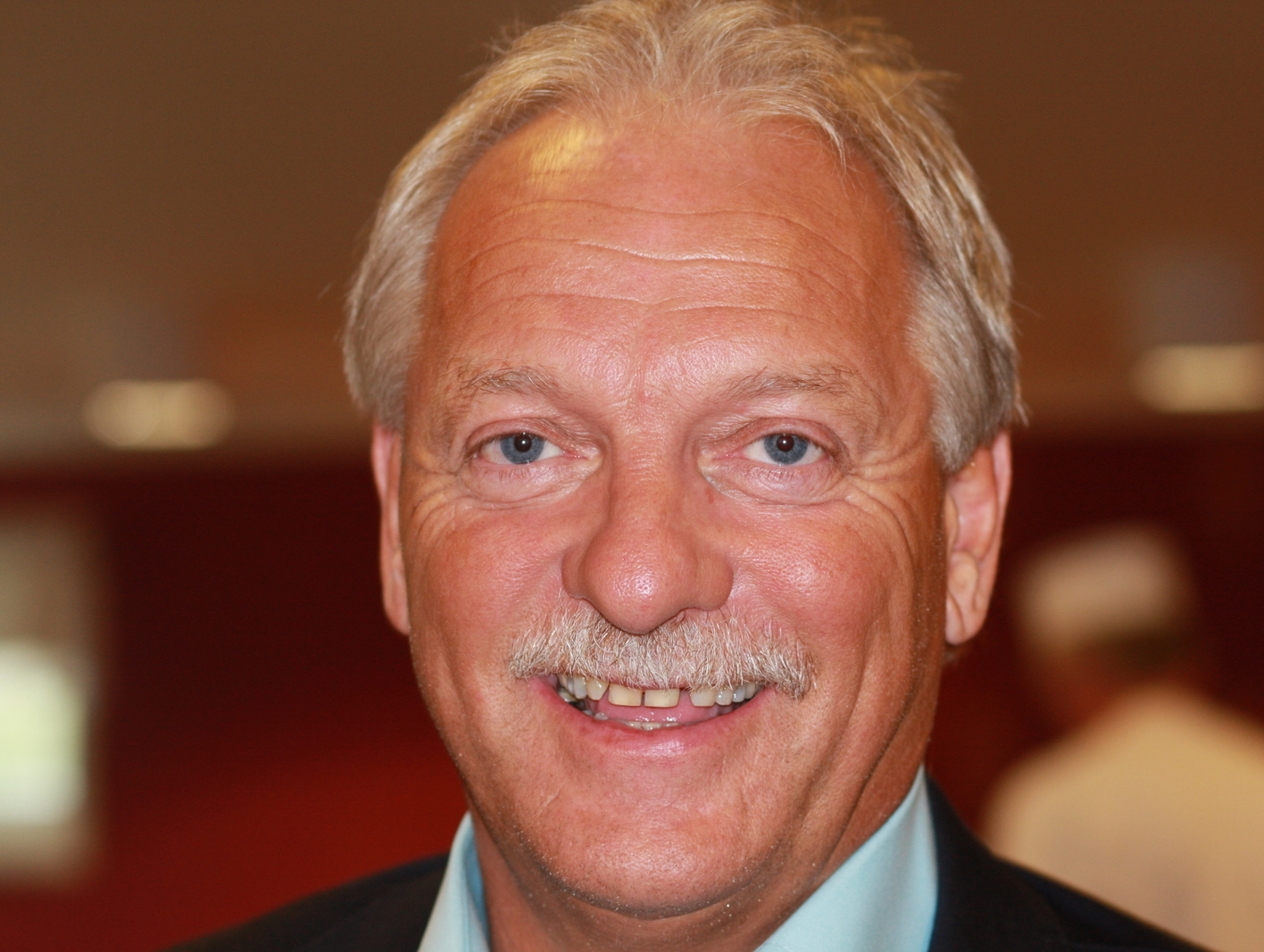
Odd Eriksen, 2010

Odd Eriksen (* 11. März 1955 in Sandnessjøen; † 11. Februar 2023) war ein norwegischer Politiker der Arbeiterpartei (Ap). Er war von 1993 bis 2001 Abgeordneter im Storting. Von Oktober 2005 bis September 2006 fungierte er als Wirtschaftsminister.

## Leben
Eriksen besuchte von 1971 bis 1974 das Gymnasium in Mosjøen. Ab 1974 war er als Industriearbeiter bei Elkem Aluminium tätig. Er engagierte sich zudem in Gewerkschaften und wurde in den 1980er-Jahren in Vollzeit für den Betriebsrat tätig. Bei der Parlamentswahl 1989 verpasste er den Einzug ins norwegische Nationalparlament, das Storting. Eriksen wurde stattdessen Vararepresentant, also Ersatzabgeordneter. Als solcher kam er von 1. bis zum 10. Oktober 1989 zu einem festen Einsatz, da sein Parteikollege Bjarne Mørk-Eidem als Mitglied der Regierung sein Mandat in dieser Zeit noch ruhen lassen musste.
Bei der Stortingswahl 1993 zog er schließlich direkt in das Parlament ein. Dort vertrat er den Wahlkreis Nordland und er wurde stellvertretender Vorsitzender des Verteidigungsausschusses. Am 17. Januar 1996 wurde Eriksen zum ersten stellvertretenden Stortingspräsidenten gewählt. Er behielt diese Position bis zum Ende der Legislaturperiode am 30. September 1997. Bei der Wahl 1997 zog Eriksen erneut in das Storting ein. Er wurde daraufhin Mitglied im Kommunalausschuss. Er schied schließlich im Herbst 2001 aus dem Parlament aus. Im selben Jahr wurde er Vorsitzender der Arbeiderpartiet im Fylke Nordland, was er bis 2006 blieb.
Im Jahr 2003 zog er in das Fylkesting von Nordland ein. Eriksen wurde der neue Fylkesråd mit der Zuständigkeit für den Bereich Wirtschaft und Verkehr. Am 17. Oktober 2005 wurde er zum Wirtschafts- und Handelsminister in der Regierung Stoltenberg II ernannt. Er blieb bis zum 29. September 2006 im Amt. Sein Nachfolger wurde Dag Terje Andersen. Eriksen kehrte daraufhin ins Fylkesting von Nordland zurück. Dort wurde er im selben Jahr Vorsitzender der Fylkesregierung (fylkesråd). In diesem Posten blieb er bis 2011.
Eriksen wurde berühmt, als er 2004 auf einem Flug der Kato Air einen Luftpiraten übermannte und damit einen Absturz in der Nähe von Bodø verhinderte. Er erhielt dafür den Polaris Award des Dachverbandes der Pilotenorganisationen (IFALPA).
Eriksen starb in der Nacht zum 11. Februar 2023 nach längerer Krankheit im Alter von 67 Jahren.